# Всесоюзный гуманитарный фонд имени А. С. Пушкина
Идея Союза Гуманитариев и Гуманитарного фонда (первоначальное название — Творческий Центр) возникла в конце 1988 года у Леонида Жукова. Мыслилось создать структуру, аналогичную Союзу писателей СССР (общественной организации с выборными органами управления) и Литфонду, служащему материальным наполнителем общественной организации и тоже, в свою очередь, имеющему выборное правление). Однако, в отличие от творческих союзов советского периода, новую структуру создатели планировали сделать свободной, открытой талантливым людям всех видов искусства и гуманитарных наук (отсюда и название), которым закрыт широкий доступ в официальные структуры. Основой независимости и неангажированности деятельности фонда стал отказ от поиска государственного финансирования. Работа фонда и Союза Гуманитариев, финансировалась частными предпринимателями и меценатами, а также коммерческой дирекцией самого фонда, которую возглавил Леонид Жуков.

## История создания
Создан в 1988 году. Члены Союза гуманитариев и Гуманитарного фонда могли быть и коллективными (различные творческие объединения — как формальные, так и неформальные). Такая структура позволила быстро охватить неформальное творческое пространство СССР. В течение нескольких лет Союз гуманитариев собирался на съезды, Гуманитарный фонд имел правление. Большую часть организационной работы взял на себя М. Н. Ромм, позднее избранный председателем правления Гуманитарного фонда. Президентом Союза Гуманитариев избрали поэта Виктора Коркия, однако он не оказал какого-либо существенного влияния на деятельность организации.
Правление управляло распределением средств методом открытого голосования.
Члены фонда:
Коллективными членами Гуманитарного фонда являлись около 30 творческих организаций из разных республик СССР (среди наиболее заметных — клуб «Поэзия», «Комитет литераторов» Дмитрия Цесельчука, Крымский Гуманитарный фонд Игоря Сида, группа «Кэпнос» Александра Голубева (Смоленск), Союз молодых литераторов Дмитрия Кузьмина, группа А. Осмоловского «Экспроприаторы территории искусства (ЭТИ)», клуб «Гармония» Марии Арбатовой, одесская студия «Круг» Юрия Михайлика, фонд «Свободная культура» (в дальнейшем Арт-центр «Пушкинская 10» в СПБ, Экспериментальное творческое объединение "Автор" (Павел Максименко, Вячеслав Подгорный, Леонид Сахнин).)
Гуманитарный фонд, будучи неформальной организацией, имел все внешние признаки официальной инстанции. Это позволяло в обстановке бюрократической неразберихи этого времени (1988—1994 гг.) облегчить и процесс регистрации, и налоговое бремя для вновь создаваемых по частной инициативе предприятий.
Среди них были как организации, не связанные по роду деятельности с искусством, так и связанные с ним — например, первые независимые издательства, такие как «Постскриптум» А. Сосны, издательство А. Лейкина. Эти издательства выпускали в первую очередь ту литературу, которая ранее была запрещена. Так, «Постскриптум» выпустил в свет «Красный террор в России» Мельгунова, альбомы А. Зверева, а Лейкин издал книги поэтов Лианозовской школы (Г. Сапгира, И. Холина).
Средства, полученные от предпринимательской деятельности подразделений Гуманитарного фонда, аккумулировались в коммерческой дирекции, а затем передавались в ведение Правления. Распределение средств происходило в соответствии со стратегией, разработанной М. Н. Роммом и принятой общим голосованием. Суть стратегии сводилась к поддержке не людей, а проектов. Хотя фонд и оказывал прямую материальную помощь многим авторам, это не было главным направлением деятельности.

## Проекты Гуманитарного фонда
Сфера деятельности фонда не ограничивалась литературой. Проводились фестивали, выставки, музыкальные концерты, оказывалась материальная помощь работникам искусства, оказавшимся в трудном положении, финансировался Оркестр современной музыки А.Семенова.
Тем не менее, наибольшее внимание уделялось литературным проектам, главным из которых была, конечно,
газета «Гуманитарный фонд», которая была не только результатом работы фонда, но и инструментом его создания.
Активно развивалась и поддерживались чисто издательские проекты, выпуск сборников и альманахов, где публиковались авторы, ранее не имевшие возможности публиковаться официально.
Одним из ярких событий стал выпуск двух томов альманаха «Индекс» по материалам рукописных журналов эпохи самиздата, подготовленный М. Н. Роммом и Э.Ракитской (1-й том) и Андреем Урицким (2-й том).
Органичной частью Гуманитарного фонда была «Библиотека неизданных рукописей»*.
Интересные результаты начала давать «Лаборатория социокультурной динамики», под руководством Павла Митюшова.
Среди публичных мероприятий фонда особое место занимали 1-й и 2-й Смоленские фестивали современного искусства (состоявшиеся в ноябре-декабре 1991 и 1992 гг.) и Боспорский форум современной культуры, прошедший в сентябре 1993 г. в Керчи. (В дальнейшем 2-й, 3-й и т.д. Боспорские форумы проводились руководителем Крымского ГФ без участия распавшейся центральной организации.)
После 1993 года, с лишением творческих союзов налоговых льгот, финансирование работы Гуманитарного фонда стало затруднительным. Структура Гуманитарного фонда (коммерческая дирекция + общественное правление) распалась на Гуманитарный фонд (бывшее Правление, М. Н. Ромм) и Торговый Дом Гуманитарного фонда им. А. С. Пушкина (бывшая дирекция, Л. Б. Жуков)). Таким образом, творческая работа Гумфонда осталась без материальной поддержки. Вскоре организация и газета закрылись. Закрытию газеты в 1994 году предшествовал творческий конфликт в редакции: М. Н. Ромма, с одной стороны, и Дмитрия Кузьмина и Вероники Боде — с другой. Некоторое время газета выходила параллельно — в виде двух газет, а затем прекратила своё существование за неимением спонсоров. М. Н. Ромм некоторое время еще продолжал издательскую деятельность, в основном — за счет средств авторов. Затем Гуманитарный фонд был противозаконно лишен помещения (подвала в Малом Левшинском переулке), помещение было опечатно, и организация прекратила своё существование.

## Общественное значение Гуманитарного фонда
В эпоху горбачёвской перестройки — единственная неформальная (в то же время официально зарегистрированная и легально действующая) организация, объединявшая деятелей искусства андеграунда (или, как его часто называют, — «современного искусства»). И хотя представители постмодернизма — как наиболее активная, пробивная и сплоченная общность — быстро заняли в её работе ключевые позиции, одним этим направлением ни газета, ни деятельность организации не исчерпывалась, в чём немалая заслуга принадлежит М. Н. Ромму, стремившемуся сделать организацию и её издания открытыми для талантливого искусства любых направлений. Деятельность фонда дала начинание многим ныне существующим издательским и культурным проектам. Таким как «ЛиА Р. Элинина», Издательское содружество А. Богатых и Э. Ракитской (Э.РА), «Новая литературная газета» (Вавилон), Зверевский центр и др.
В настоящее время М.Н. Ромм редактирует сетевой журнал «Подводная лодка», где можно не только найти архивы газеты «Гуманитарный фонд» и познакомиться с воспоминаниями участников событий, но и прочитать стихи новых, ещё зачастую неизвестных, талантливых авторов.
Существует сообщество «gumfond» в Живом Журнале, открытое бывшим сотрудником газеты «Гуманитарный фонд» Андреем Белашкиным, посвящённое общению людей, связанных с деятельностью Гуманитарного фонда, и сбору информации и воспоминаний о работе этой организации и одноимённой газеты (см. ссылки).
Примечание: Основу библиотеки составил архив Леонида Жукова, до этого возглавлявшего клуб «Поэзия». Основной массив «рукописных журналов» собрал Михаил Ромм. С 1990 года библиотекой занимался Руслан Элинин. Через некоторое время, последний перевёз фонд библиотеки на отдельную квартиру и практически отделился от работы М. Ромма и Л. Жукова. Им было создано собственное «ЛиА Р. Элинина» (литературное агентство), оставшееся, тем не менее, подразделением Гуманитарного фонда. Агентство одним из первых в России стало заниматься изданием книг за счёт средств авторов. Издательство существует и поныне, его возглавляет вдова Р. Элинина Елена Пахомова.